# Merionoeda baoshana
Merionoeda baoshana är en skalbaggsart som beskrevs av Fernando Chiang 1963. Merionoeda baoshana ingår i släktet Merionoeda och familjen långhorningar. Inga underarter finns listade i Catalogue of Life.